# Огури, Муситаро
Муситаро Огури (яп. 小栗虫太郎; 14 марта 1901, Токио — 10 февраля 1946, Тиёда, Токио) — известный автор и детективный писатель-романист в довоенной Японии.

## Биография
Огури родился в Канде, Токио, 14 марта 1901 года. Его отец умер в 1911 году, и семье удалось прокормить себя благодаря поддержке главной семейной ветви и доходу от аренды дома.
В 1913 году Муситаро окончил начальную токийскую высшую школу.
В 1918 году он окончил среднюю школу и присоединился к Higuchi Electric Company.
В октябре 1920 года женился.
В сентябре 1922 года на основе имущества его покойного отца была создана типография Шикайдо. В этот период Огури интересовался литературой, и в течение четырёх лет работы там написал серию детективных романов и рассказов: Aru Kenji no Isho, Gen’naiyaki Rokuju Kazuhisa, Benigara Rakuda no Himitsu и Madōji. Эти последние три работы позже были опубликованы в 1936 году. А Aru Kenji no Isho был опубликован в 1927 году под псевдонимом Сейшичи Ода.
В сентябре 1926 года типография была закрыта. После этого Огури был безработным в течение 6 лет и продавал антиквариат, собранный его отцом, пока не дебютировал в качестве писателя.
В 1936 году был номинирован на премию Наоки.
В 1937 году вместе со своими друзьями Дзюзо Умино и Такатаро Киноки они присоединились к запуску журнала детективных романов «Супио».
После окончания войны, Огури заявил, что будет писать только длинные произведения и стал работать над написанием романа «Злой дух». Но почти сразу после этого, 10 февраля 1946 года, в городе Накано, префектуры Нагано, Муситаро умер от кровоизлияния в мозг.
Поскольку он пил алкоголь незадолго до этого, существует теория, что причиной смерти стало отравление метиловым спиртом.
Посмертное издание «Злой дух» было опубликовано в апрельском номере журнала детективных романов 1946 года «Рок», а заключительная часть позже была написана Сахо Сасадзавой.

## Работы
По словам исследователя Сари Каваны, Огури был одним из авторов, участвовавших в написании «убийств сумасшедших учёных», поджанра в рамках более широкого потока японской детективной фантастики в 1920-х и 1930-х годах. Он использовал метод «сумасшедшего учёного» и его бескомпромиссное отношение к своей работе, чтобы критиковать широко распространённую чрезмерную уверенность в возможностях науки и подчеркнуть потенциальную несовместимость между наукой и этикой. Другими писателями, участвующими в этом жанре, были Косакай Фубоку, Кюсаку Юмэно и Унно Джузо.